# Cleopatra Kambugu Kentaro
Cleopatra Kambugu Kentaro, née Ceasar Kambugu en 1984, est une femme ougandaise, transgenre et militante des droits humains, qui milite pour l'égalité et la justice sociale en mettant particulièrement l'accent sur les travailleuses du sexe et les communautés au genre non conforme.
Kentaro est reconnue pour ses plaidoyers et a été présentée dans le documentaire de 2016 The Pearl of Africa. En octobre 2021, elle devient la première femme transgenre reconnue par l’État ougandais.

## Jeunesse
Cleopatra Kambugu Kentaro naît en 1984. Elle grandit avec 11 frères et sœurs à Bakuli, une banlieue à la périphérie de Kampala, en Ouganda. Au cours de son enfance, elle connaît des difficultés avec ses pairs en s'affirmant en tant que fille transgenre. Mais parce qu’elle a grandi dans un quartier privilégié, Cleopatra Kambugu estime avoir été relativement épargnée par la transphobie.

## Études et parcours professionnel
Après un baccalauréat universitaire ès sciences en agriculture (pathologie des cultures, biotechnologie et génétique ) à l'université Makerere (au Kampala College of Agricultural and Environmental Sciences), Kentaro obtient une maîtrise ès sciences en biologie moléculaire et biotechnologie du Makerere University College of Veterinary Medicine Animal Resources and Biosecurity. 
Elle a travaillé sur plusieurs projets avec le National Biotechnology Center et le National Agricultural Crop Resources Research Institute, se concentrant principalement sur la biologie moléculaire de la banane des hauts plateaux d'Afrique de l'Est et du manioc, dans le but de réduire la pauvreté et la famine,.

## Plaidoyer
Kentaro commence à remettre en question son identité de genre pendant ses études à l'université, en recherchant d'abord dans les bibliothèques et sur Internet les conceptions du genre non binaire dans différentes cultures. Puis, vers l'âge de 23 ans, elle découvre la communauté LGBTQ+ en Ouganda.
Le 20 décembre 2013, la loi ougandaise contre l'homosexualité est adoptée, interdisant l'homosexualité en Ouganda, condamnant dans une première version les homosexuels à la peine de mort, puis à une peine de prison à perpétuité. Une semaine plus tard, Kentaro est révélée publiquement comme transgenre sur la couverture du plus grand tabloïd ougandais, Red Pepper (newspaper) (en). Kentaro est alors contrainte de fuir l'Ouganda et trouve refuge au Kenya.
Kentaro prône une discussion ouverte sur le genre et la sexualité,. Elle travaille en tant que directrice des programmes pour l'Initiative pour la santé et les droits sexuels en Afrique de l'Est (UHAI EASHRI), soutenant la sexualité, la santé et les droits humains des minorités. Kentaro rejoint d'abord les programmes en tant qu'assistante, puis devient gestionnaire des subventions. Son travail depuis son arrivée a permis d'augmenter considérablement le nombre de subventions,. Kentaro est également membre du conseil consultatif de la fondation lesbienne Astraea (Astraea Lesbian Foundation for Justice (en)) où elle apporte une perspective d'activiste et de philanthrope.
En outre, Kentaro travaille comme responsable de programmes avec la Trans Support Initiative Uganda (TSIU), une organisation qui lutte pour la justice sociale pour les citoyens transgenres, intersexes et de genre non conforme. En raison de la stigmatisation entourant les personnes LGBTQIA+, l'organisation compte très peu de membres. En 2013, il n'y avait que 45 personnes travaillant avec le TSIU.

« La lutte pour les droits des LGBT ici en Afrique de l'Est est très particulière ; nous nous battons dans un tout autre contexte. Nous ne parlons pas de sexe en Afrique, il est donc difficile de briser la stigmatisation liée au fait d'être lesbienne, gay ou bisexuelle. C'est ce qui a rendu la lutte contre le VIH si difficile. »

— Cleopatra Kambugu Kentaro, Huck magazine interview, 2016
En 2016, elle se fait opérer en Thaïlande, et retourne en 2018 à Kampala pour se rapprocher de sa famille, la loi anti-homosexualité ayant finalement été annulée en 2014. En octobre 2021, à 35 ans, elle devient la première femme transgenre reconnue par l’État ougandais.

## The Pearl of Africa
Kentaro a commencé à partager son histoire dans la populaire Web-série The Pearl of Africa. La série est constituée d’extraits d'un long métrage documentaire qui est présenté en avant première le 30 avril 2016 au Festival international du film documentaire canadien Hot Docs. Dans The Pearl of Africa, Kentaro entreprend « un voyage intime au-delà des restrictions binaires pour découvrir son identité », un processus qu'elle considère comme difficile contre les normes africaines de la masculinité. Le réalisateur Jonny Von Wallström a suivi Kentaro et son compagnon Nelson pendant dix-huit mois, au cours desquels Kentaro a travaillé pour améliorer le bien-être de la communauté LGBT ougandaise, malgré l'escalade des discriminations.
La série a inspiré une campagne Indiegogo qui a permis de récolter plus de 10 000 $ pour son opération de réattribution sexuelle en Thaïlande.